# Chiesa di Santa Maria (Ferentillo)
La chiesa di Santa Maria, nota anche con il titolo di collegiata, è la parrocchiale di Ferentillo, in provincia di Terni e arcidiocesi di Spoleto-Norcia; fa parte del vicariato della Valnerina.

## Storia

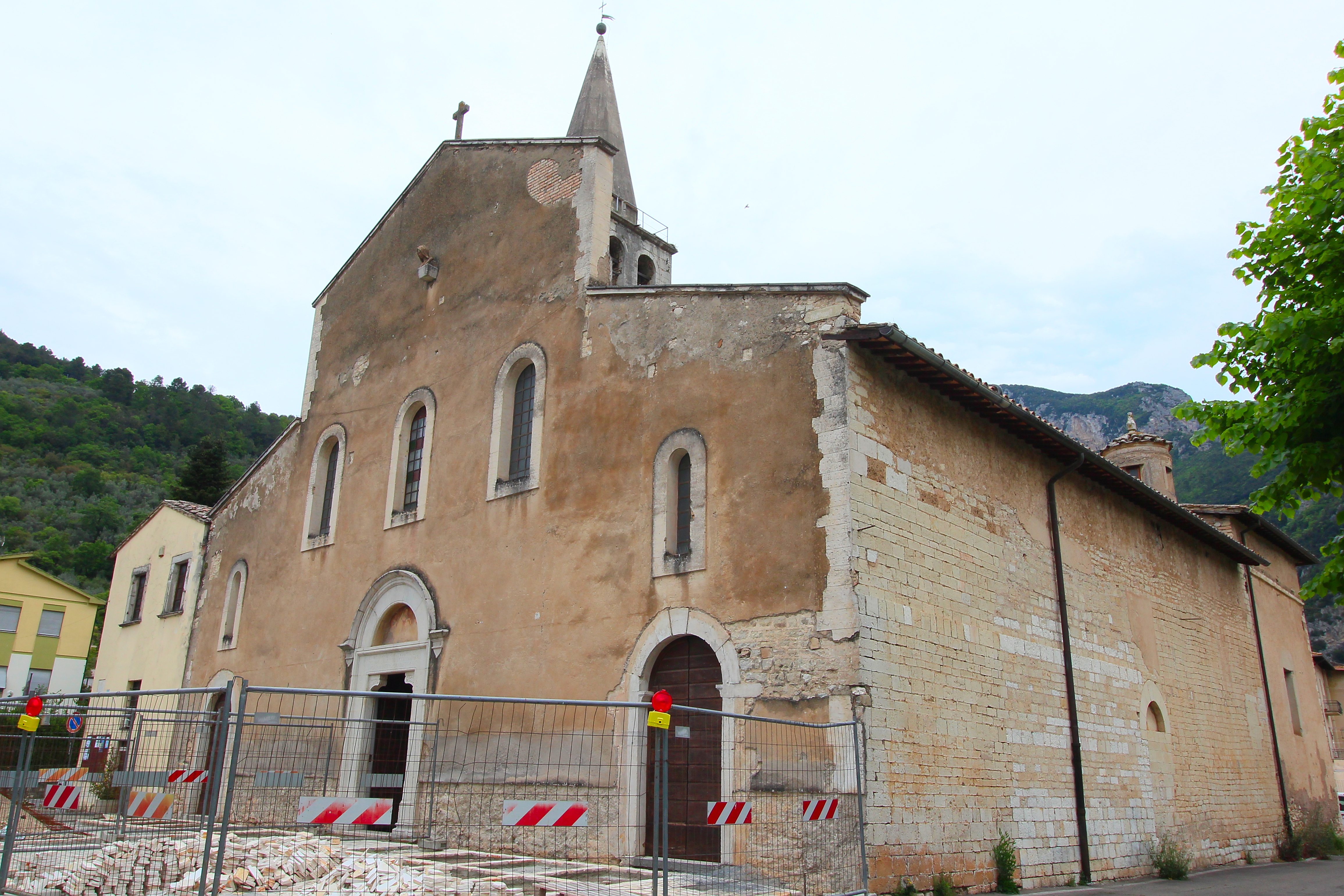
La chiesa vista da sud

Forse anticamente esisteva già un luogo di culto paleocristiano, che nel XII secolo venne sostituito da una nuova chiesa sorta durante il pontificato di papa Eugenio III; nel Duecento furono realizzate le due cappelle laterali intitolate alla Madonna del Rosario e al Santissimo Sacramento. 
Nel 1494, per volere del conte di Ferentillo Franceschetto Cybo, la parrocchiale venne interessata da un rifacimento e ampliamento, in occasione del quale si procedette alla sua trasformazione a tre navate; sempre al XV secolo risale anche il campanile.
La chiesa fu elevata nel 1560 al rango di collegiata; nel 1797 la campana maggiore, la più grande dell'intera Valnerina, venne distrutta dalle truppe napoleoniche, ma successivamente fu ripristinata.

## Descrizione

### Esterno

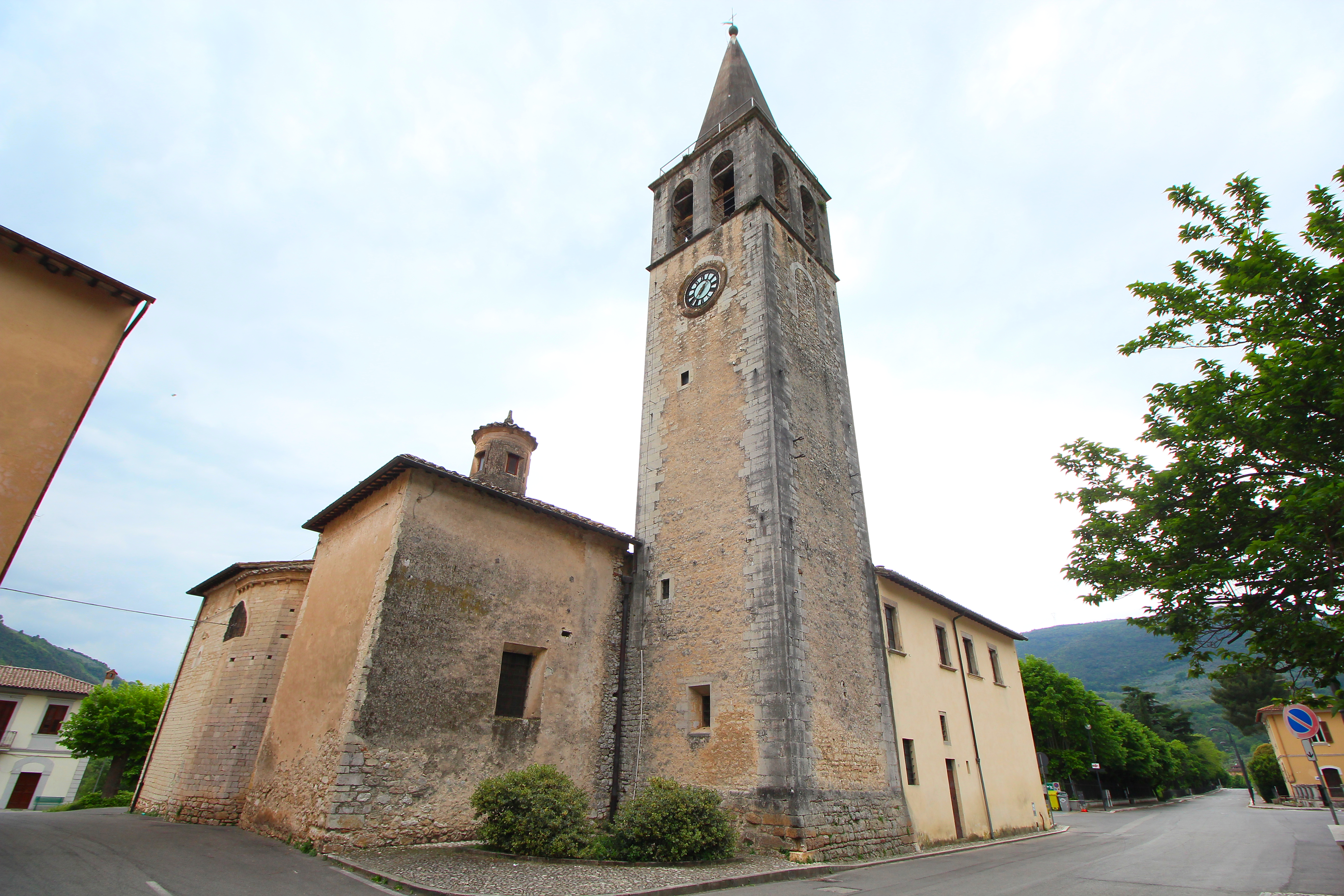
Il campanile

La facciata a salienti della chiesa, rivolta a occidente, si compone di tre corpi: la parte centrale, più alta, presenta il portale maggiore, sormontato da una lunetta con raffigurazione della Madonna con Bambino tra teste cherubiche dipinta da Orlando Merlini nel 1493, e tre monofore, mentre le due ali laterali sono caratterizzate dagli ingressi minori e da una monofora ciascuna.

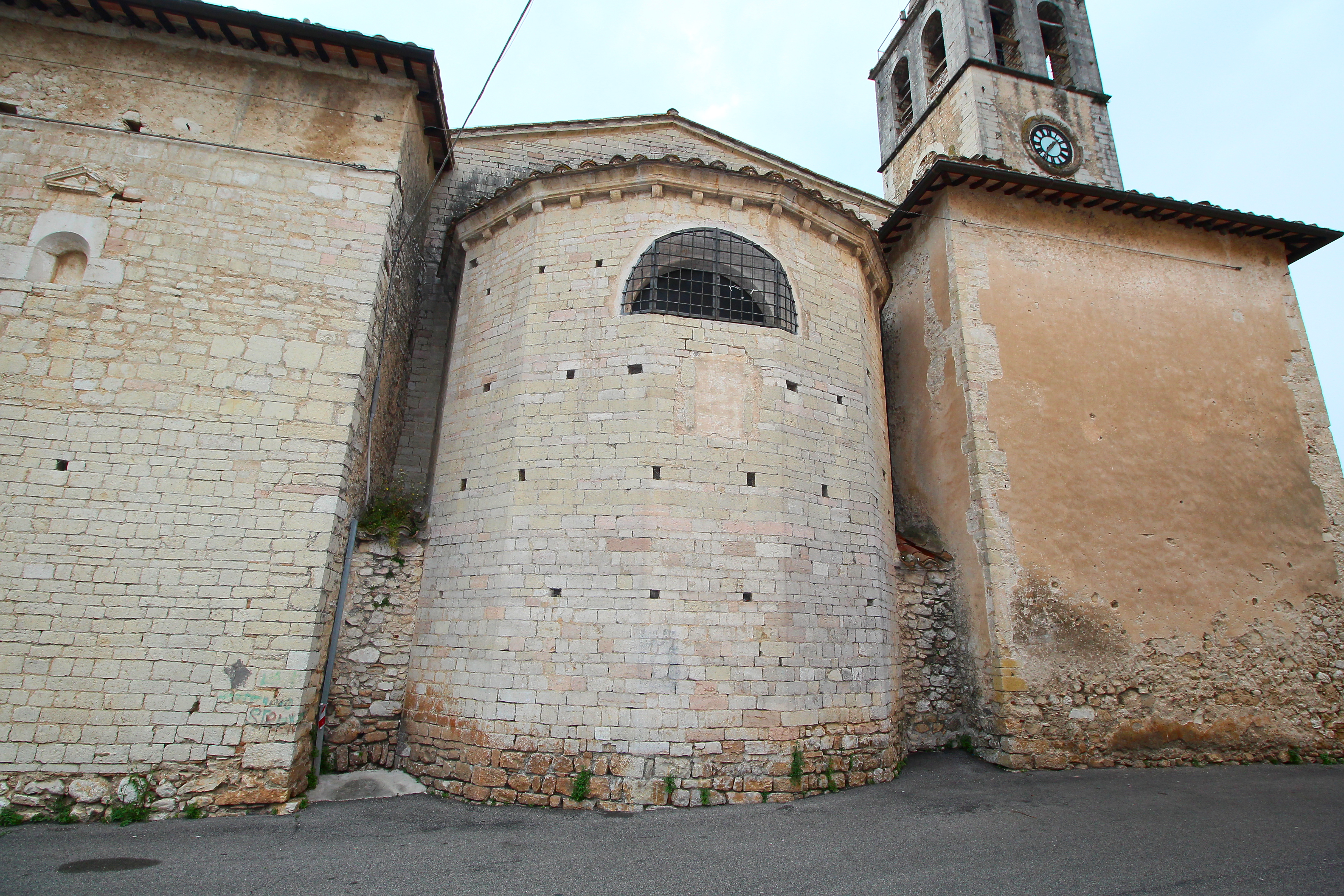
L'abside

Annesso alla parrocchiale è il campanile a base quadrata, la cui cella presenta su ogni lato una bifora ed è coronata dalla guglia piramidale. 

### Interno
L'interno dell'edificio si compone di tre navate, coperte dal tetto a capriate e separate da colonne con capitelli dorici sorreggenti dodici archi ogivali; al termine dell'aula si sviluppa il presbiterio, sopraelevato di un paio di gradini e chiuso dall'abside, che internamente si presenta semicircolare ed esternamente poligonale a sette lati.
Qui sono conservate diverse opere di pregio, tra le quali il dipinto del Martirio di San Tommaso, firmato da Piermatteo Piergili, l'affresco ritraente Madonna con i Santi Antonio da Padova e Bibiana e Storie della vita di Sant'Antonio, risalente al 1608, la raffigurazioni della Madonna del Rosario contornata dai Misteri, attribuita a Pierino Cesarei, il fonte battesimale, costruito nel 1429, i due affreschi che rappresenta l'Eterno Padre e le Sante Lucia, Agata, Caterina d'Alessandria, Barbara e Apollonia e la Madonna col Bambino con Sant'Antonio Abate e le sue storie, dipinti nel 1543 da Jacopo Siculo, la statua della Madonna della Pietà, datata 1672, la cinquecentesca tavola della Madonna con Bambino, in stile bizantino, e l'affresco dell'abside che ritrae l'Eterno in Gloria fra Angeli, Cherubini e Serafini e due sfingi musicanti, eseguito da Giovanni di Pietro.